# Agata Chŏn Kyŏng-hyŏb
Agata Chŏn Kyŏng-hyŏb (ko. 전경협 아가타) (ur. 1790 w Seulu, zm. 26 września 1839 tamże) – koreańska męczennica, święta Kościoła katolickiego.

## Życiorys
Agata Chŏn Kyŏng-hyŏb pochodziła z rodziny niechrześcijańskiej. Po śmierci ojca żyła w skrajnym ubóstwie. Po pewnym czasie dama dworu An Hyong-gwang zaczęła jej pomagać. Po upływie kilku lat jej brat chciał wydać ją za mąż, ale An Hyong-gwang nie pozwoliła na to. Zamiast tego została wpisana na listę dam dworu. Chrześcijanką została pod wpływem innej damy dworu Łucji Pak Hŭi-sun. Ponieważ Agata Chŏn Kyŏng-hyŏb doszła do wniosku, że luksusowe życie na dworze może utrudniać jej rozwój duchowy, udała, że jest chora i opuściła pałac. Zamieszkała z Łucją Pak Hŭi-sun. Swoje życie poświęciła modlitwie i doskonaleniu cnót. Ludzie podziwiali ją i wiele osób nawróciła na katolicyzm. Po aresztowaniu w czasie prześladowań chrześcijan torturowano ją okrutniej od innych, ponieważ była damą dworu. Została ścięta w Seulu w miejscu straceń za Małą Zachodnią Bramą 26 września 1839 r. razem z 8 innymi katolikami (Magdaleną Hŏ Kye-im, Sebastianem Nam I-gwan, Julią Kim, Karolem Cho Shin-ch’ŏl, Ignacym Kim Che-jun, Magdaleną Pak Pong-son, Perpetuą Hong Kŭm-ju i Kolumbą Kim Hyo-im).

## Beatyfikacja i kanonizacja
Beatyfikowana 5 lipca 1925 r. przez Piusa XI, kanonizowana 6 maja 1984 r. przez Jana Pawła II w grupie 103 męczenników koreańskich.
Dniem jej wspomnienia jest 20 września (w grupie 103 męczenników koreańskich).